# Castilla y León Iberians
Maillots
Actualités
Les Castilla y León Iberians sont une franchise espagnole de rugby à XV basée à Valladolid. Créée en 2021, elle évolue en Rugby Europe Super Cup.

## Historique
La franchise est créée en 2021 pour participer à la Rugby Europe Super Cup. Elle est créée par les trois grands clubs de Castille-et-León : El Salvador Rugby et le VRAC de Valladolid, ainsi que l'Aparejadores Rugby de Burgos. Ces trois clubs reçoivent un appui de la fédération espagnole de rugby à XV,.
L'équipe est entrainée par Miguel Velasco, entraîneur adjoint de la sélection nationale. Il est secondé par Juan Carlos Perez, entraîneur d'El Salvador; l'argentin José Garcia, entraîneur de Burgos.
En 2023, la franchise intègre le giron fédéral. L'équipe intègre le programme de haute performance de la FER, dans le but d'exposer les joueurs de moins de vingt ans à un plus haut niveau de compétition,.

## Effectif 2021
Le 15 septembre 2021, le premier effectif est annoncé.
| Nom                   | Poste            | Naissance        | Nationalité sportive | Sélections (points) | Club                |
| --------------------- | ---------------- | ---------------- | -------------------- | ------------------- | ------------------- |
| Andrés Alvarado       | Pilier           | 12 octobre 1990  | Espagne              | 2 (0)               | El Salvador         |
| Alberto Blanco        | Pilier           | 18 octobre 1990  | Espagne              | 22 (0)              | VRAC                |
| Raúl Calzón           | Pilier           | 16 juin 1997     | Espagne              | -                   | VRAC                |
| Lucas Favre           | Pilier           | 20 novembre 1996 | Argentine            | -                   | El Salvador         |
| Andrés Alvarado       | Pilier           | 14 décembre 1998 | Espagne              | 1 (0)               | El Salvador         |
| Jordan Argerich       | Talonneur        | 6 avril 1993     | France               | -                   | Aparejadores Burgos |
| Pablo Miejimolle      | Talonneur        | 17 janvier 1995  | Espagne              | 2 (0)               | VRAC                |
| Matthew Smith         | Talonneur        | 10 avril 1990    | Espagne              | 1 (0)               | El Salvador         |
| Sacha Casañas         | Deuxième ligne   | 24 octobre 1993  | Argentine            | -                   | VRAC                |
| Kalokalo Gavidi       | Deuxième ligne   | 9 octobre 1981   | Espagne              | 15 (10)             | VRAC                |
| Víctor Sánchez        | Deuxième ligne   | 20 juin 1987     | Espagne              | 27 (15)             | El Salvador         |
| Daniel Stöhr          | Deuxième ligne   | 23 mai 1995      | Espagne              | 1 (0)               | VRAC                |
| Michael Walker-Fitton | Deuxième ligne   | 2 octobre 1986   | Espagne              | 13 (10)             | El Salvador         |
| Rodrigo Fernández     | Troisième ligne  | 18 août 2000     | Espagne              | -                   | El Salvador         |
| Ignacio Martínez      | Troisième ligne  | 12 novembre 1999 | Espagne              | -                   | El Salvador         |
| Siosiua Moala         | Troisième ligne  | 29 mai 1989      | Nouvelle-Zélande     | -                   | VRAC                |
| Marc Sánchez          | Troisième ligne  | 21 août 1999     | Espagne              | -                   | Aparejadores Burgos |
| Lucas Santa Cruz      | Troisième ligne  | 23 avril 1994    | Espagne              | -                   | El Salvador         |
| Georges Stokes        | Troisième ligne  | 15 juillet 1995  | Angleterre           | -                   | VRAC                |
| Kirk Tufuga           | Troisième ligne  |                  | Nouvelle-Zélande     | -                   | El Salvador         |
| Gabriel Vélez         | Troisième ligne  | 10 juillet 1997  | Espagne              | -                   | VRAC                |
| Zee Mkhabela          | Demi de mêlée    | 15 octobre 1994  | Afrique du Sud       | -                   | VRAC                |
| Facundo Munilla       | Demi de mêlée    | 16 mai 1995      | Espagne              | 24 (21)             | El Salvador         |
| Nicolás Rocaries      | Demi de mêlée    | 30 mars 2000     | Espagne              | -                   | Aparejadores Burgos |
| Nathan de Thierry     | Demi d'ouverture | 14 février 1994  | Hong Kong            | 2 (0)               | VRAC                |
| Sam Katz              | Demi d'ouverture | 7 septembre 1990 | Angleterre           | -                   | El Salvador         |
| Baltazar Taibo        | Demi d'ouverture | 30 janvier 1997  | Espagne              | 3 (0)               | VRAC                |
| Alejandro Alonso      | Centre           | 21 juillet 1998  | Espagne              | 1 (0)               | VRAC                |
| David Barrios         | Centre           | 2 mai 1999       | Espagne              | -                   | El Salvador         |
| Martin du Toit        | Centre           | 27 juin 1989     | Afrique du Sud       | -                   | El Salvador         |
| Álvar Gimeno          | Centre           | 15 décembre 1995 | Espagne              | 23 (15)             | VRAC                |
| John-Wessel Bell      | Ailier           | 18 janvier 1990  | Espagne              | 4 (5)               | VRAC                |
| Pablo Rascón          | Ailier           | 21 juillet 1999  | Espagne              | -                   | Aparejadores Burgos |
| Jean-Yves Zebango     | Ailier           | 3 mai 1992       | France               | -                   | El Salvador         |
| Tomás Carrió          | Arrière          | 10 mars 1989     | Argentine            | 6 (15)              | Aparejadores Burgos |
| Federico Casteglioni  | Arrière          | 10 août 1990     | Espagne              | 28 (17)             | Aparejadores Burgos |